# بالاکو
بالاکو (انگلیسی: Balocco) شرکت صنایع غذایی ایتالیایی است، که در سال ۱۹۲۷ تأسیس شد.